# Мареев, Сергей Ильич
Серге́й Ильи́ч Маре́ев (род. 16 сентября 1951) — российский государственный деятель, дипломат. Чрезвычайный и полномочный посол (2013).

## Биография
Окончил Московский институт электронного машиностроения (1973). Владеет английским языком.
В 1996—2004 годах — директор Валютно-финансового департамента МИД России.
В 2004—2011 годах — директор Валютно-финансового департамента Торгово-промышленной палаты России.
В 2011—2012 годах — заместитель генерального директора ОАО «Центр международной торговли».
С 6 апреля 2012 по 22 августа 2015 года — генеральный директор МИД России.

## Дипломатический ранг
- Чрезвычайный и полномочный посланник 2 класса (19 июня 2001)[3]
- Чрезвычайный и полномочный посол (5 декабря 2013)[4].

## Награды
- Орден Дружбы (12 декабря 2010) — за достигнутые трудовые успехи и многолетнюю добросовестную работу[5].
- Медаль ордена «За заслуги перед Отечеством» II степени (14 ноября 2002) — за активное участие в реализации внешнеполитического курса Российской Федерации и многолетнюю добросовестную работу[6].